# Reichenau (Germania)
Reichenau è un comune tedesco di 5 135 abitanti, situato nel land del Baden-Württemberg.
Il territorio del comune comprende anche l'isola di Reichenau, sul lago di Costanza, sede dell'omonima abbazia.